# Pierre Robineau de Bécancour
Ne doit pas être confondu avec Pierre Robineau de Portneuf.
Pour les articles homonymes, voir Robineau.
Pierre Robineau de Bécancour ou Pierre Robinau de Bécancour, né Pierre Robineau ou Pierre Robinau en 1654 à Québec et mort en 1729, était un écuyer, 2e baron de la seigneurie de Portneuf, seigneur de Bécancour, officier dans les troupes de la Marine et Grand voyer de la Nouvelle-France.

## Biographie
Pierre Robineau est le fils de René Robinau de Bécancour, l'un des membres de la Compagnie des Cent-Associés et premier Grand voyer de la Nouvelle-France.
Le 1eroctobre 1740, il est fait enseigne lors d'une expédition en Louisiane française.
Le 2 janvier 1651 son nom est proposé au roi par la Compagnie des Cent-Associés, avec celui de Jean de Lauzon (père) et de Guillaume Guillemot Du Plessis-Kerbodot, pour remplacer Louis d'Ailleboust de Coulonge comme gouverneur de la Nouvelle-France. C'est Jean de Lauzon qui est choisi.
En 1688, Chevalier de l'Ordre de Saint-Louis.
En 1689, il est nommé Grand voyer de la Nouvelle-France.
En 1696, officier des troupes du marquis de Buade de Frontenac lors de l'expédition militaire contre les Iroquois.
En 1699, il est fait baron de Portneuf et devient Conseiller du Roi.
Pierre Robineau de Bécancour meurt le 4 juin 1729 à La Pérade et inhumé le 13 juin suivant à Bécancour.